# Bücker Flugzeugbau
La Bücker-Flugzeugbau GmbH è stata un'azienda aeronautica tedesca fondata nel 1932. La sua produzione riguardava velivoli da turismo e da addestramento utilizzati nelle scuole di volo della Luftwaffe durante la seconda guerra mondiale. Successivamente produsse anche motori aeronautici.

## Storia
La società è stata fondata da Carl Clemens Bücker, che aveva servito in qualità di ufficiale nella marina tedesca durante la prima guerra mondiale e che, trascorso alcuni anni in Svezia, fonda precedentemente la Svenska Aero che inizialmente costruisce velivoli Ernst Heinkel Flugzeugwerke su licenza. Con la vendita dell'azienda alla fine del 1932, Bücker ritorna  in Germania dove fonda la nuova azienda aprendo uno stabilimento a Johannisthal, un quartiere (Ortsteil) di Berlino, nel 1934.
Pur essendo appena fondata e non avendo una diversificata produzione di velivoli, la Bücker-Flugzeugbau GmbH conseguì tre importanti successi commerciali con il Bücker Bü 131 Jungmann  del 1934, il Bü 133 Jungmeister  del 1936 ed il Bü 181 Bestmann del 1939. Durante il periodo pre-bellico e successivamente durante la seconda guerra mondiale, oltre ai velivoli di propria progettazione la società costruì su licenza velivoli di diversi altri produttori, tra cui il Focke-Wulf Fw 44, il DFS 230 e componenti per il Focke-Wulf Fw 190, Junkers Ju 87 ed Henschel Hs 293.
Alla fine del conflitto i locali e lo stabilimento della società si ritrovò nella zona di occupazione sovietica e vennero sequestrati dalle autorità chiudendo l'era dell'imprenditoria privata. Tuttavia il Bücker Bü 181 continuò ad essere costruito su licenza sia in Cecoslovacchia che in Egitto.

## Velivoli realizzati
- Bücker Bü 131 Jungmann (Giovane uomo in lingua tedesca), biplano da addestramento.
- Bücker Bü 133 Jungmeister (Giovane campione in lingua tedesca), biplano da addestramento avanzato ed acrobatico.
- Bücker Bü 134, monoplano da turismo restato allo stadio di prototipo.
- Bücker Bü 180 Student (Studente in lingua tedesca), monoplano da addestramento.
- Bücker Bü 181 Bestmann (Il Migliore in lingua tedesca), monoplano da addestramento.
- Bücker Bü 182 Kornett, (Sottotenente in lingua tedesca), monoplano da addestramento.

## Motori aeronautici
- Bücker Bü M 700, un 4 cilindri in linea rovesciato.